# Campionati del mondo di ciclismo su pista 2024 - Inseguimento individuale maschile
La gara di inseguimento individuale maschile ai Campionati del mondo di ciclismo su pista 2024 si è svolta il 18 ottobre 2024. Vi hanno gareggiato 21 atleti da 13 nazioni.

## Podio
| Pos.    | Atleta         | Nazione       |
| ------- | -------------- | ------------- |
| Oro     | Jonathan Milan | Italia        |
| Argento | Josh Charlton  | Gran Bretagna |
| Bronzo  | Daniel Bigham  | Gran Bretagna |

## Risultati

### Qualificazioni[2]
I primi due (classificati per il tempo ottenuto) accedono alla finale per la medaglia d'oro, il terzo e il quarto partecipano alla finale per la medaglia di bronzo.
| Posizione | Atleta               | Nazione             | Tempo    | Gap     | Note |
| --------- | -------------------- | ------------------- | -------- | ------- | ---- |
| 1         | Josh Charlton        | Gran Bretagna       | 3:59.304 |         | QG,  |
| 2         | Jonathan Milan       | Italia              | 4:00.296 | +0.992  | QG   |
| 3         | Daniel Bigham        | Gran Bretagna       | 4:01.671 | +2.367  | QB   |
| 4         | Charlie Tanfield     | Gran Bretagna       | 4:04.040 | +4.736  | QB   |
| 5         | Noah Vandenbranden   | Belgio              | 4:04.470 | +5.166  |      |
| 6         | Ivo Oliveira         | Portogallo          | 4:04.532 | +5.228  |      |
| 7         | Carl-Frederik Bévort | Danimarca           | 4:04.858 | +5.554  |      |
| 8         | Anders Johnson       | Stati Uniti         | 4:08.623 | +9.319  |      |
| 9         | Valère Thiébaud      | Svizzera            | 4:09.277 | +9.973  |      |
| 10        | Manlio Moro          | Italia              | 4:09.406 | +10.102 |      |
| 11        | Alex Vogel           | Svizzera            | 4:13.018 | +13.714 |      |
| 12        | Brendan Rhim         | Stati Uniti         | 4:13.169 | +13.865 |      |
| 13        | Kacper Majewski      | Polonia             | 4:13.914 | +14.610 |      |
| 14        | Bruno Keßler         | Germania            | 4:14.021 | +14.717 |      |
| 15        | Ben Jochum           | Germania            | 4:14.982 | +15.678 |      |
| 16        | Chris Ernst          | Canada              | 4:15.701 | +16.397 |      |
| 17        | Sean Richardson      | Canada              | 4:19.193 | +19.889 |      |
| 18        | Shoi Matsuda         | Giappone            | 4:19.908 | +20.604 |      |
| 19        | Mohammad Al-Mutaiwei | Emirati Arabi Uniti | 4:23.390 | +24.086 |      |
| 20        | Ilya Karabutov       | Kazakistan          | 4:25.927 | +26.623 |      |
| -         | Thibaut Bernard      | Belgio              | DSQ      | DSQ     |      |

### Finali[3]
| Posizione            | Atleta           | Nazione          | Tempo            | Gap              | Note             |
| Finale per l'oro     | Finale per l'oro | Finale per l'oro | Finale per l'oro | Finale per l'oro | Finale per l'oro |
| -------------------- | ---------------- | ---------------- | ---------------- | ---------------- | ---------------- |
| 1                    | Jonathan Milan   | Italia           | 3'59"153         |                  | Record mondiale  |
| 2                    | Josh Charlton    | Gran Bretagna    | 4:00.232         | +1.079           |                  |
| Finale per il bronzo |                  |                  |                  |                  |                  |
| 3                    | Daniel Bigham    | Gran Bretagna    | 4:03.807         |                  |                  |
| 4                    | Charlie Tanfield | Gran Bretagna    | 4:08.499         | +4.692           |                  |